# Dacus setilatens
Dacus setilatens är en tvåvingeart som beskrevs av Munro 1984. Dacus setilatens ingår i släktet Dacus och familjen borrflugor. Inga underarter finns listade i Catalogue of Life.